# Oldřišov
Oldřišov (niem. Odersch) – wieś w Czechach, w kraju morawsko-śląskim, w okresie Opawa. Według danych z dnia 1 stycznia 2010 liczyła 1338 mieszkańców.
Pierwsza wzmianka pisemna o wsi pochodzi w 1234, kiedy to należała do Margrabstwa Moraw, następnie do księstwa opawskiego. Miejscowość leży w tzw. ziemi hulczyńskiej, po wojnach śląskich należącej do Królestwa Prus (w powiecie raciborskim), w 1920 przyłączonym (wbrew woli mieszkańców, Morawców) do Czechosłowacji.